# Maximilian von Catinelli

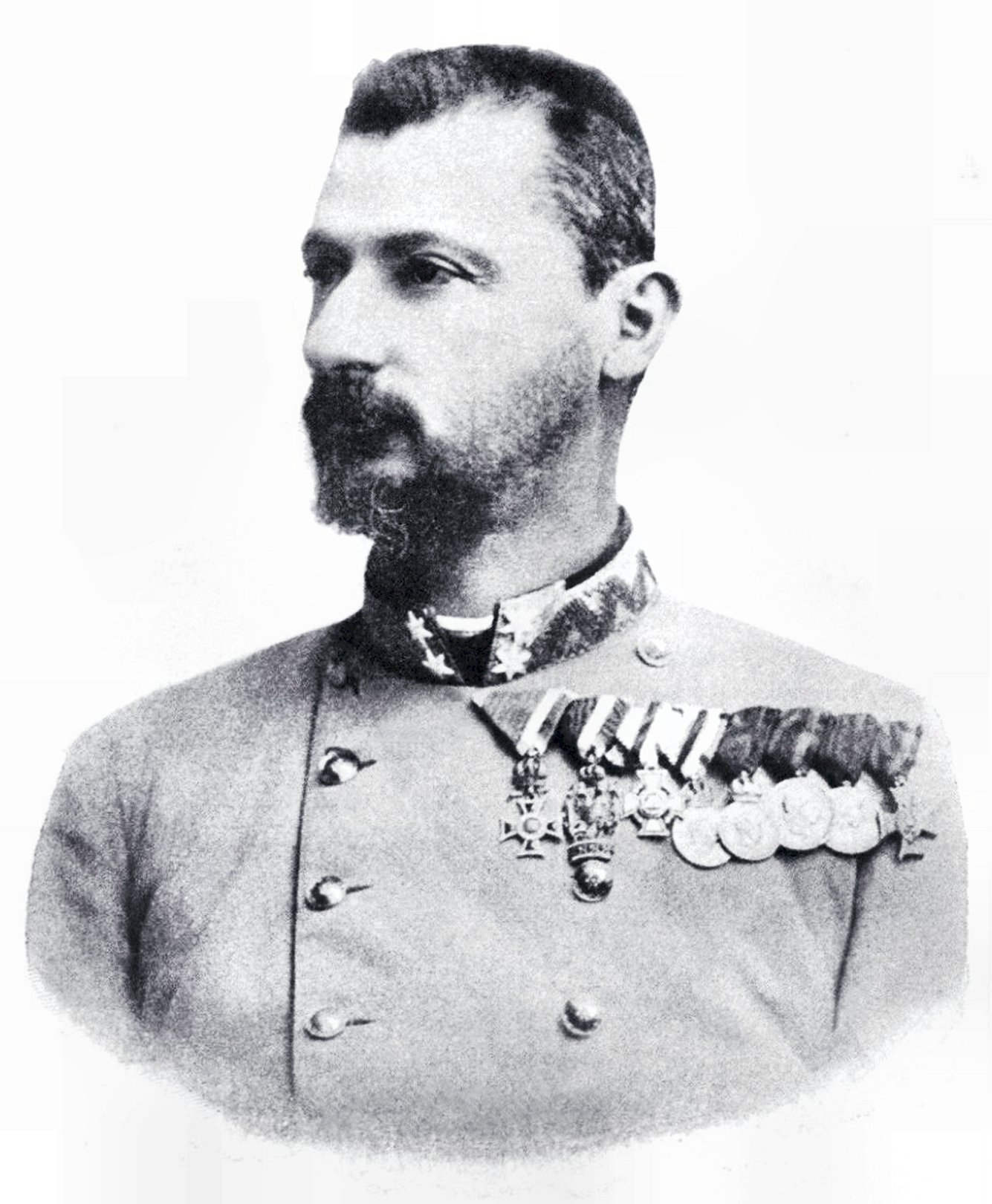
Maximilian von Catinelli, 1894 als Feldmarschalleutnant

Maximilian Franz Josef Freiherr von Catinelli (* 18. April 1840 in Zara; † 24. Oktober 1907 ebenda) war ein österreichischer Offizier, zuletzt Feldzeugmeister, Festungskommandant von Trient und Inhaber des Infanterieregiments Nr. 96.

## Leben

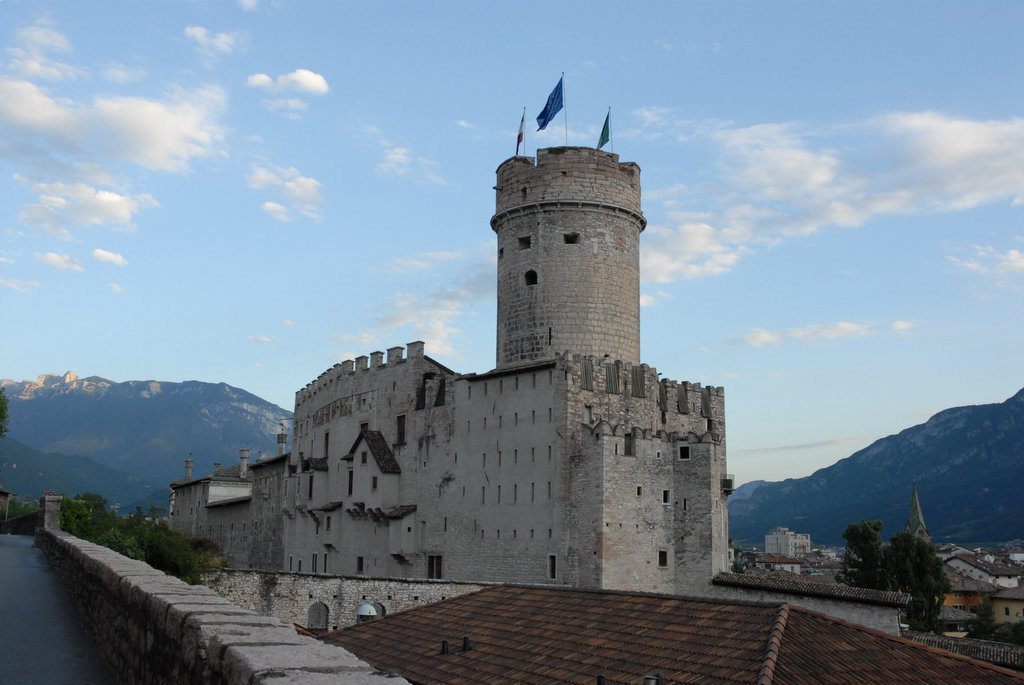
Ehemalige k. u. k. Festung Trient

Der Sohn des königlich britannischen Obersts Carl Ritter (Diplom vom 27. Dezember 1854) von Catinelli (* 30. März 1780 in Görz; † 27. Juli 1869 ebenda) wurde 1859 von der k. und k. Technischen Militär-Akademie ausgemustert, und als Leutnant dem 6. Geniebataillon zugeteilt. 1856 erhielt er bereits das Ritterkreuz des Ordens des Adlers von Este. Sodann war er 1864/65 als Hauptmann im Militärgeographischen Institut in Verwendung, machte 1866 im 11. Jägerbataillon am Feldzug gegen Italien mit und wurde wegen seiner Tapferkeit bei der Schlacht bei Custozza mit dem Militärverdienstkreuz (KD) ausgezeichnet.  Catinelli nahm 1869 an der Bekämpfung der Insurrektion Süddalmatiens und 1878 als Major und Bataillonskommandant an der Okkupation Bosniens teil, war 1873–1876 mit der Kartierung Mährens und Ostgaliziens beschäftigt. Mit Rang vom 1. November 1878 avancierte er zum Oberstleutnant beim Generalstab zu Wien, sodann 1882 Oberst im Generalstab, 1882–1887 Direktor der Militärmappierung und Träger des Ordens der Eisernen Krone 3. Klasse (KD).
Er avancierte am 4. November 1888 zum Generalmajor und Brigadier, mit Rang vom 1. Mai 1894 Feldmarschallleutnant und Kommandant der 34. Infanteriedivision, 1896 Festungskommandant von Trient, Inhaber des Infanterieregiments Nr. 96, schließlich am 6. Oktober 1901 zu Wien (Diplom 24. Februar 1902 ebenda) Erhebung in den Freiherrenstand und Beförderung zum Feldzeugmeister mit Titel und Charakter (27. April 1901).
Nach seiner Pensionierung errichtete er die „Freiherr von Catinelli Stiftung für das Infanterieregiment Nr. 96“ am 17. Mai 1905.
Auch seine beiden Söhne traten in den Militärdienst, wobei einer von ihnen, Maximilian, Flügeladjutant Kaiser Franz Josephs I. wurde.

## Wappen
1854 (Ritter): Quadrierter Schild. 1 und 4 in Blau drei (1, 2) flache silberne Schalen oder Näpfe (redendes Wappen, Catinella, im Italienischen = Napf). 2 und 3 in Silber ein mit der schwarz-goldenen umwundene Stange pfahlweise gestellt, k. k. rechts abfliegende goldene Bataillonsfahne, in welcher der kaiserliche schwarze Adler nebst der geflammten schwarz-goldenen, rot-silbernen Einfassung. Kleinod: Zwei gekrönte Helme, über dem vorderen ein einwärtsgewandter, abwechselnd von Blau und Silber geteilter, geschlossener Flug, über dem hinteren die Fahne wie im Schild. Die Decken sind blau-silbern. Die Devise in Silber auf blauem Band lautet: Est modus in rebus.